# Neothremma mucronata
Neothremma mucronata är en nattsländeart som beskrevs av Wiggins och Wisseman 1992. Neothremma mucronata ingår i släktet Neothremma och familjen Uenoidae. Inga underarter finns listade i Catalogue of Life.